# Werner Blumenberg

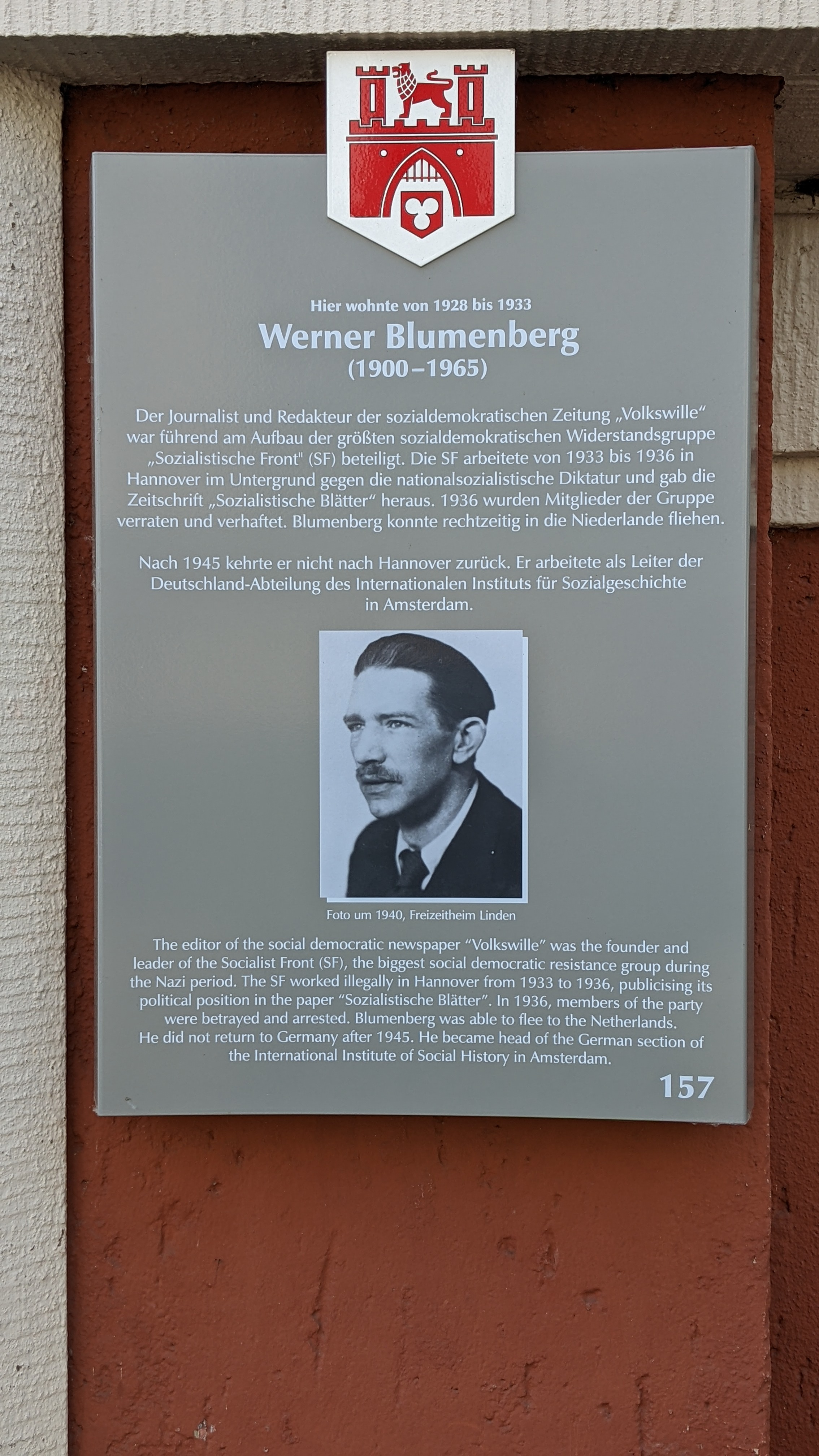
Stadttafel für Werner Blumenberg in Hannover

Werner Blumenberg (* 21. Dezember 1900 in Hülsede; † 1. Oktober 1965 in Amsterdam) war ein deutscher Historiker, Gründer und Koordinator der Sozialistischen Front.

## Leben

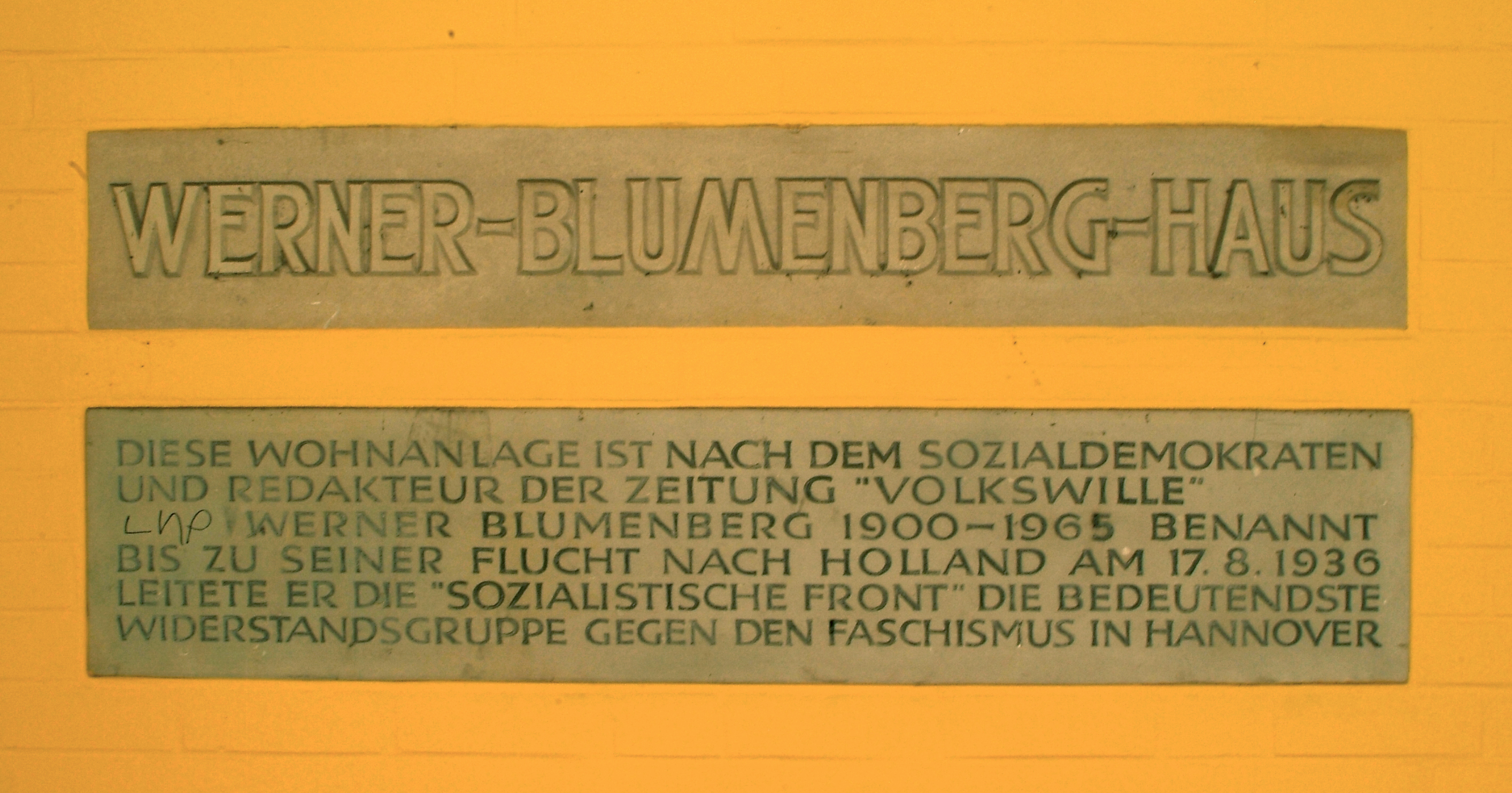
Gedenktafel am Werner-Blumenberg-Haus in Linden-Nord

Werner Blumenberg war ein Sohn des Theologen Wilhelm Blumenberg. Er studierte ab 1919 Theologie, Philosophie und orientalische Geschichte an den Universitäten in Marburg und Göttingen. Sein Studium musste er aus finanziellen Gründen vorzeitig beenden. Anschließend arbeitete Blumenberg im Kaliwerk Ronnenberg. Aufgrund einer Arbeitsverletzung war Blumenberg gezwungen, eine Tätigkeit als Nachtwächter zu übernehmen.
Bereits 1920 wurde Blumenberg Mitglied der SPD. Neben seiner Tätigkeit als Nachtwächter fing er an, Artikel für sozialdemokratische Zeitungen zu verfassen. Blumenberg war von 1925 bis 1927 Herausgeber des Volksblatt Göttingen. Ab 1928 wurde er Lokalredakteur des in Hannover herausgegebenen Volkswillens. Häufig betätigte er sich in seiner Freizeit als Redner für die regionale SPD. Um 1930 trat er auch im Rundfunk auf.
Im Widerstand gegen den Nationalsozialismus gab Blumenberg 1933/34 die Sozialistischen Blätter heraus und organisierte die Sozialistische Front. Als diese vergleichsweise große sozialdemokratische Widerstandsgruppe von der Gestapo entdeckt und aufgerollt wurde, gelang ihm in der Nacht vom 16. zum 17. August 1936 mit seiner Mitarbeiterin Frieda Vahrenhorst die Flucht nach Holland.  Nach der deutschen Besetzung der Niederlande im Zweiten Weltkrieg lebte Frieda Vahrenhorst dort unter falscher Identität mit Werner Blumenberg zusammen. Blumenbergs Frau hatte ihn mit den gemeinsamen Kindern verlassen müssen, um eine Verhaftung ihres Mannes zu vermeiden. 1944 bekamen Vahrenhorst und Blumenberg eine gemeinsame Tochter. Nachdem Blumenberg 1948 von seiner ersten Frau geschieden worden war, heiratete Frieda Vahrenhorst ihn im Jahr 1953.
Nach Deutschland kehrten sie nicht mehr zurück. Von 1945 bis 1965 war Blumenberg Leiter der Deutschland-Abteilung des Internationalen Instituts für Sozialgeschichte in Amsterdam.

## Ehrungen

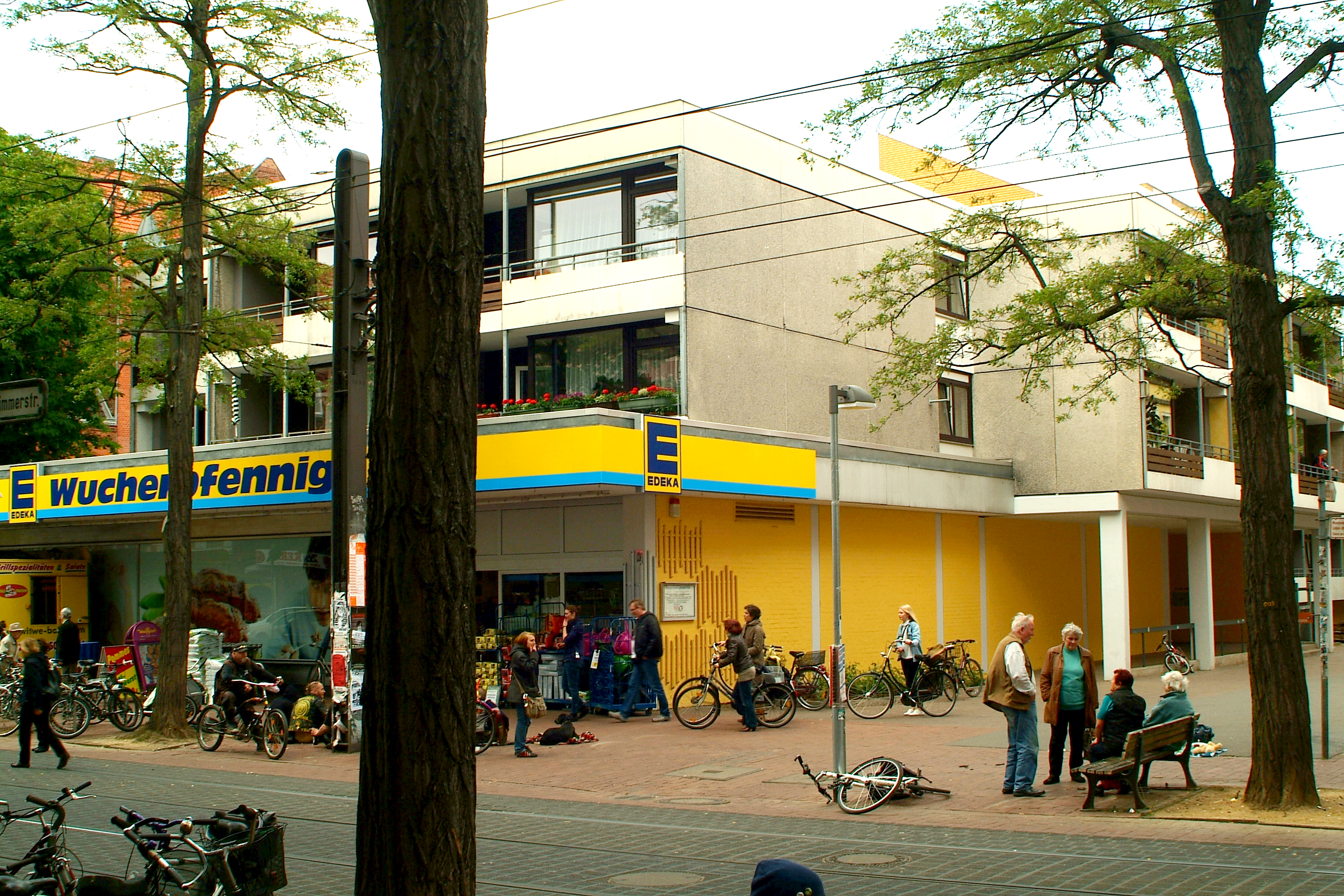
Front des Werner-Blumenberg-Hauses in der Limmerstraße

An den Namen des Demokraten erinnern:
- Seit 1974 die Senioren-Wohnanlage Werner-Blumenberg-Haus in Hannover, am Pfarrlandplatz zwischen Velvet- und Pfarrlandstraße.
- Seit 1984 der Werner-Blumenberg-Weg in Hannover-Wettbergen.[4]
- Im Mai 2022 enthüllte die Stadt Hannover eine Stadttafel mit biografischen Daten an seinem ehemaligen Wohnhaus in Hannover, Spilckerstraße 2.[5]

## Schriften (Auswahl)
- Ein unbekanntes Kapitel aus Marx’ Leben. Briefe an die holländischen Verwandten. In: International Review of Social History. Band 1, 1956, Nr. 1, S. 54–111.
- als Hrsg. mit Edmund Silberner: Briefwechsel. Moses Hess. Mouton & Co., Den Haag 1959 (= Quellen und Untersuchungen zur Geschichte der deutschen und österreichischen Arbeiterbewegung. Band 2).
- Kämpfer für die Freiheit. Nachf. J. H. W. Dietz, Berlin/ Hannover 1959.
- Karl Kautskys literarisches Werk. Eine bibliographische Übersicht. Hrsg. von Internationaal Instituut voor Sociale Geschiedenis, Amsterdam. Mouton & Co., Den Haag 1960.
- Karl Marx in Selbstzeugnissen und Bilddokumenten. Rowohlt Taschenbuch Verlag, Reinbek bei Hamburg 1962 (=rowohlts monographien, Band 76); 28. Auflage 2004.
- Het leven van Karl Marx. 1963–1965. Mit einer Vielzahl an Übersetzungen.
- August Bebels Briefwechsel mit Friedrich Engels. Mouton & Co., London / Den Haag 1965 (=Quellen und Untersuchungen zur Geschichte der deutschen und österreichischen Arbeiterbewegung. Band 4).